# Sturmgeschütz III
Sturmgeschütz III (StuG III) là tên một loại pháo tự hành trong thế chiến II. StuG III là loại pháo tự hành lắp trên khung xe tăng được sản xuất nhiều nhất trong tất cả các loại, được lắp ráp bằng khung tăng Panzer III. Ban đầu, StuG được phát triển để trở thành một loại pháo tự hành hạng trung để hỗ trợ cho bộ binh, nhưng sau này qua kết quả khả quan thu được trên chiến trường, StuG III được nhân rộng sản xuất và được phát triển thành pháo tự hành chống tăng (tank-destroyer).

## Phát triển
Ý tưởng phát triển Sturmgeschütz III bắt nguồn từ thế chiến I, trong quá trình rút lui - phản công, bộ binh thường vấp phải lô cốt hoặc ổ phòng ngự của địch (khi pháo và súng cối không thể phá được), đa phần pháo thời đó còn rất cồng kềnh và phải kéo bằng xe ngựa - khi pháo đến nơi thì lực lượng của địch đã ập đến. Từ kinh nghiệm trên, tướng lĩnh quân đội Đức Erich von Manstein đã đề xuất phát triển một loại pháo tự hành được lắp trên khung gầm của xe tăng, có khả năng di chuyển linh động và hỗ trợ tốt cho bộ binh. Vào ngày 15/6/1936, Daimler-Benz AG nhận lệnh phát triển một loại pháo tự hành có nòng 75mm, có thể nâng hết cỡ 25 độ. Cùng với đó là yêu cầu có phần đầu kín, chắc nhằm bảo vệ kíp lái, chiều cao xe thấp, làm cho đối phương khó phát hiện hơn so với các xe tăng.
Daimler-Benz AG sử dụng khung gầm và động cơ của Panzer III cho StuG. Năm mẫu thử nghiệm được sản xuất vào năm 1937, có động cơ giống Panzer-III và được trang bị pháo 75mm StuK 37. Về sau, phiên bản này có tên gọi là Sturmgeschütz Ausführung A.

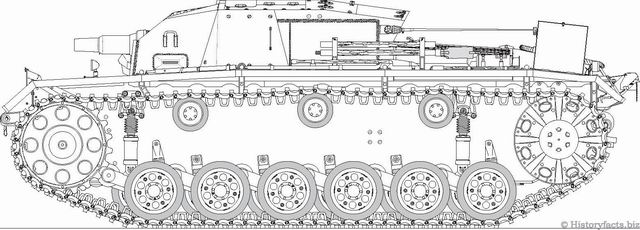
StuG III, Ausf. A

Ban đầu, khi StuG-III còn đang dự kiến phát triển thành pháo tự hành, nó không được tham gia các sư đoàn Panzer - chủ yếu là xe tăng tác chiến trực diện (như Tiger, Panther, Panzer IV…) chuyên dùng để càn quét các khu vực trên diện rộng. Sau một thời gian tranh cãi, cuối cùng StuG-III được xếp vào các sư đoàn pháo binh.
StuG được dàn xếp tham gia trận chiến (thường nói là tham gia các lữ đoàn - nhưng thật ra StuG-III chỉ mai phục từ đằng xa, việc này nhằm đánh lừa quân địch rằng StuG tham gia các lữ đoàn và dễ dàng bị tiêu diệt bởi máy bay. Về sau, các tướng lĩnh Đức đặc biệt nhấn mạnh tầm quan trọng của việc lừa đảo trên. Theo học thuyết quân sự của các tướng lĩnh Đức Quốc xã, đặc biệt là Hitler đều cho rằng việc đánh lừa là một trong những bước khá quan trọng.

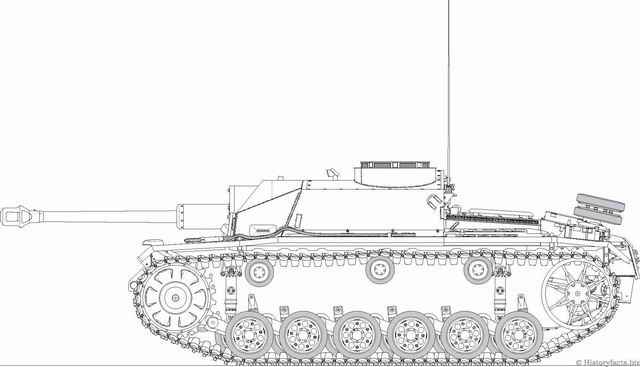
StuG III, Ausf. G, tháng 9/1944

Ngoài việc phát triển thành pháo tự hành tầm xa, StuG-III còn được phát triển để trở thành tăng trực diện để yểm trợ bộ binh và có thể tham gia các sư đoàn Panzer. Các phiên bản đầu chỉ trang bị kính ngắm tầm ngắn và pháo 75mm StuK 37 L/24 để phá hủy các công sự và các mục tiêu yếu. Sau khi Liên Xô cho ra tăng T-34 và KV-1, quân đội Đức lập tức nâng cấp StuG-III bằng cách trang bị thêm kính ngắm hiện đại hơn và pháo 75mm StuK 40 L/43 (mùa xuân 1942) và 75mm StuK 40 L/48 (mùa thu 1943) - lúc bấy giờ đang cho kết quả tốt trong thử nghiệm. Các phiên bản này được biết đến với cái tên Sturmgeschütz 40 Ausführung F, Ausf. F/8 và Ausf. G.
Khi StuG-IV được đưa vào sản xuất cuối năm 1943-đầu 1944, số "III" được thêm vào tên để phân biệt nó với các pháo tự hành tấn công mới trên khung gầm Panzer IV. Về sau các phiên bản cũ và mới hơn đều được gọi là Sturmgeschütz III.
Khi StuG-III mới được phát triển, vấn đề đặt súng phụ thật sự là một bài toán khá nan giải cho các kĩ sư Đức vì chỗ bên trong tăng đã hết mà súng máy MG34 7.92mm lại quá cồng kềnh. Về sau, súng máy được đặt ra bên ngoài đã giải quyết vấn đề hết chỗ. Các phiên bản đời sau đều làm như vậy.
StuG-III đã cải thiện được khá nhiều vấn đề mà các tăng tự hành khác mắc phải như phần đầu thân tăng trần, ít đạn. Phần đầu StuG-III được bảo vệ bằng một lớp giáp dày gần 30mm bảo vệ khỏi đa phần các tay súng bắn tỉa, lượng đạn của StuG-III cũng khá nhiều (54 viên).
Gía thành sản xuất StuG-III cũng khá rẻ (82.500 RM, chưa tính giá thành của vũ khí, kính ngắm và điện đài) so với nhiều loại tăng khác như: xe tăng Panzer III (103.163 RM, phiên bản Ausf-N), Panzer IV (103.462 RM, phiên bản Ausf-G), xe tăng Panther (117.100 RM), Tiger I (250.800 RM), Tiger II (321.500 RM).
Mặc dù giá thành rẻ, nhưng StuG-III có chất lượng khá tốt với nòng tăng dài, có độ chính xác cao, xích tăng bền, thân tăng lớn đủ sức chứa nhiều đạn. Vào cuối cuộc chiến, đã có hơn 10.619 chiếc StuG-III và StuH-42 được sản xuất.

## Lịch sử hoạt động

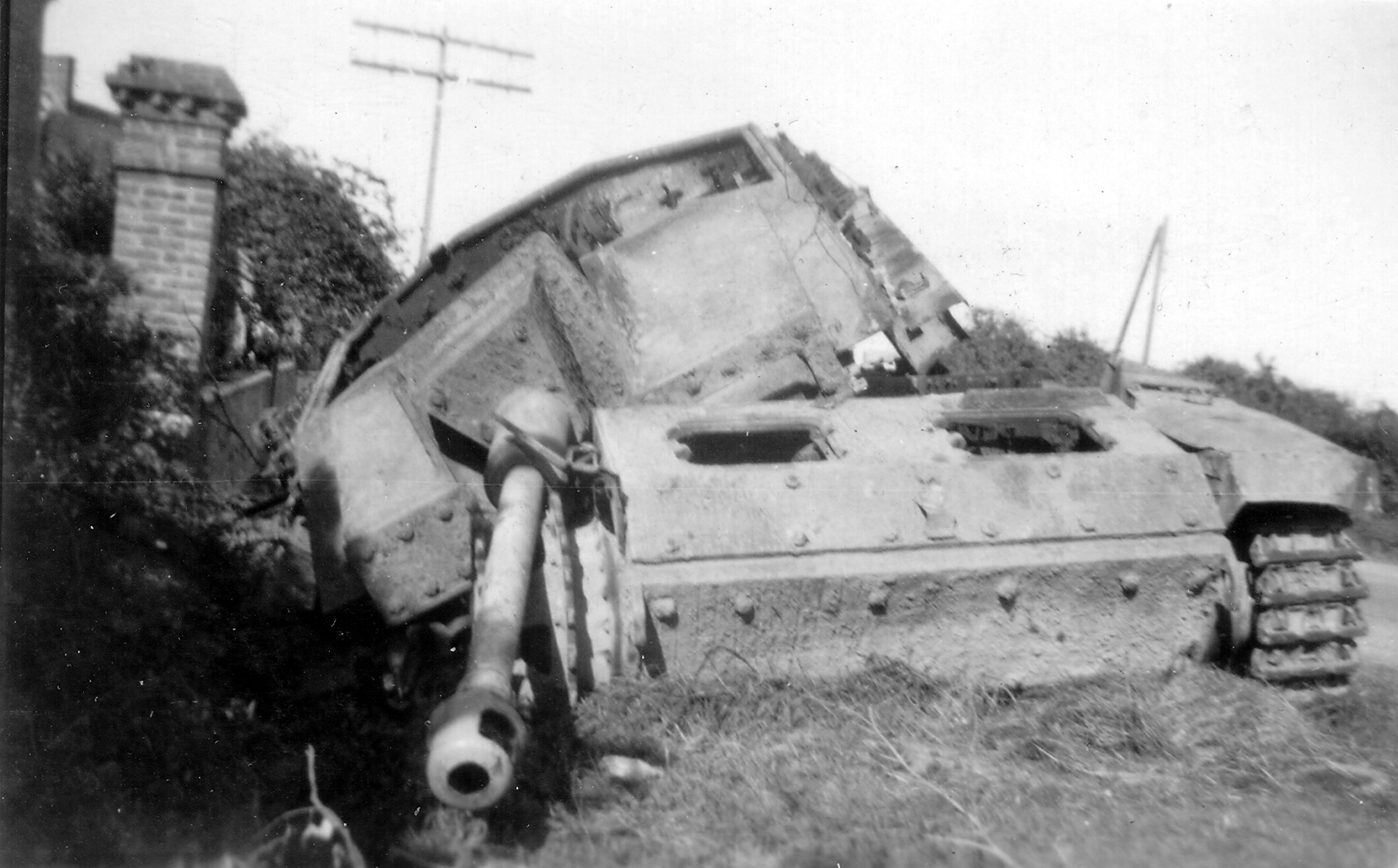
Một chiếc StuG-III bị phá hủy trong trận Normandy, 1944

Nhìn một cách tổng quát thì StuG-III đã thực hiện nhiệm vụ trên chiến trường khá tốt với cả vai trò là pháo tự hành chống tăng và pháo tự hành xung kích. Mặc dù, Tiger và Panther ghi công nhiều hơn và nổi tiếng hơn, nên khi tác chiến quân Đồng Minh và Liên Xô chỉ lo tiêu diệt hai loại tăng này đầu tiên mà bỏ sót StuG-III và nhiều loại xe tăng nguy hiểm của Đức Quốc xã. Chính vì lý do trên nên StuG-III mai phục rất tốt và tiêu diệt một số rất lớn xe tăng của quân thù - gần 20.000 xe tăng, một con số rất ấn tượng. Chỉ trong vòng có 1 năm (1943-1944) số lượng xe tăng của Đồng Minh thiệt hại ngày càng một nhiều, mặc dù họ đã sắp thắng cuộc chiến. StuG-III vẫn tiếp được sản xuất đến tận tháng 2/1945 và tổng cộng có 10.780 chiếc đã được sản xuất - tính đến tháng 3/1945.
Trong số các loại xe chuyên dùng để phòng thủ, có lẽ StuG-III cho kết quả tốt nhất. Với giá thành rẻ, hình dáng khó nhận biết, StuG-III thường gây rắc rối đối với quân Đồng Minh. Nhược điểm duy nhất của StuG-III là các chi tiết đầu tăng khá phức tạp gây khó cho kíp lái khi muốn mở để thoát hiểm. Còn đối với các phiên bản StuG-III dùng để đánh trực diện, thì các xe tăng Đồng Minh muốn tiêu diệt không phải là chuyện dễ - vì nòng pháo của StuG-III có thể xoay hướng khá nhanh, súng máy MG34 có đến hơn 600 viên nên bộ binh không dễ tiếp cận, ống ngắm có độ chính xác cao và tốc độ của StuG-III cũng khá nhanh. Khi muốn tiêu diệt StuG-III, thường thì cả máy bay và thiết giáp Đồng minh phải cùng phối hợp để có thể làm cho StuG-III khó có đường rút lui hoặc đáp trả.
Vào năm 1944, quân đội Phần Lan nhận 59 chiếc StuG-III Ausf.G (phiên bản đánh trực diện) từ Đức (30 chiếc Stu 40 Ausf.G và 29 chiếc StuG-III Ausf.G) và họ đã dùng số tăng này để đánh với Liên Xô. Số tăng này đã tiêu diệt được khoảng 87 tăng của Liên Xô và chỉ mất có 6 chiếc StuG-III (2/3 trong số 8 chiếc tăng này đã tự phá hủy tránh khỏi việc bị bắt). Sau thế chiến II, 51 chiếc còn lại phục vụ quân đội đến tận năm 1960. Số StuG-III có biệt danh là Sturmi.
Vào mùa thu năm 1943, quân đội Đức Quốc xã đã chuyển hơn 100 chiếc Stug-III cho quân đội România. Chúng thường được biết dưới biệt danh TA hoặc TA T3. Vào tháng 2/1945, hơn 13 chiếc vẫn còn lại để tiếp tục cuộc chiến. Sau cuộc chiến, không chiếc nào còn lại. Phần lớn số tăng này là StuG-III và một số lượng nhỏ Panzer IV/70 (thường được dưới biệt danh TA T4). Theo như một số nguồn thông tin thì không phải toàn bộ 100 chiếc đều bị phá hủy mà có đến hơn 31 chiếc được cất giữ trong kho đến tận năm 1947 và khoảng hơn 18 chiếc nữa bị tịch thu bởi lực lượng Xô-Viết.
StuG-III còn được xuất khẩu đến Bulgaria, Hungary, Ý và Tây Ban Nha.

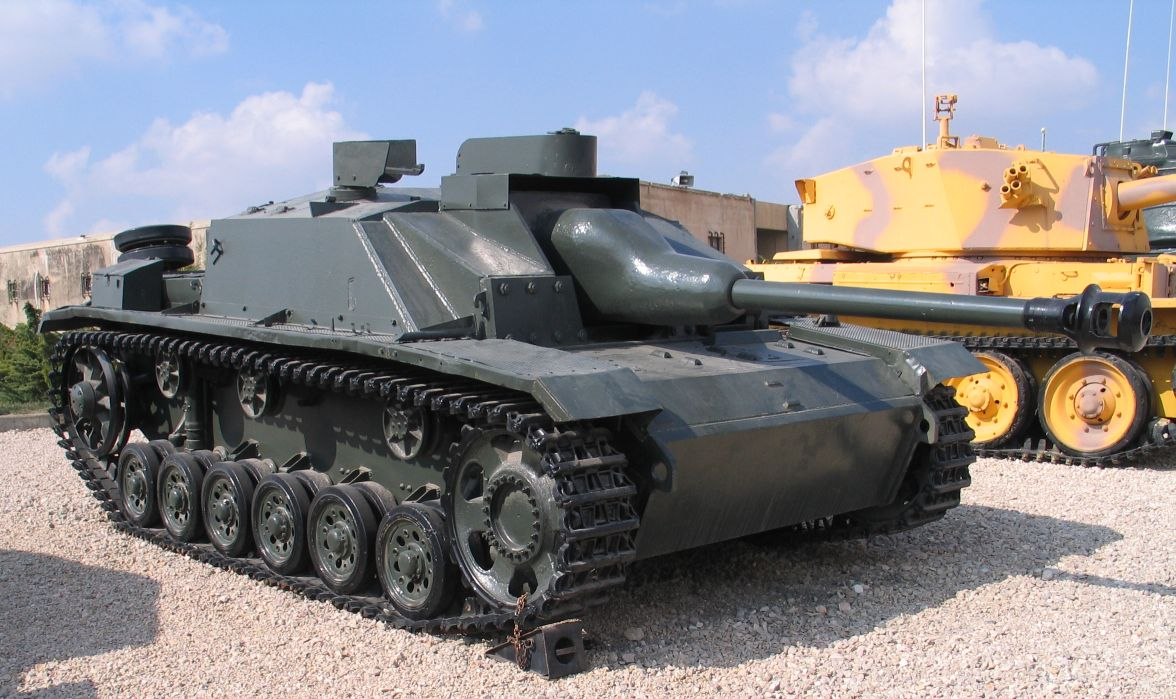
StuG III Ausf. G tại bảo tàng Yad la-Shiryon, Israel

Một số lượng tương đối StuG-III bị bắt giữ bởi Yugoslav Partisans (du kích Nam Tư). Sau thế chiến, họ sử dụng số tăng đó đến tận năm 1950. Một lực lượng khác giữ số StuG-III của Đức nữa là Liên Xô, họ sử dụng StuG-III để thử nghiệm và tham gia trong Chiến tranh Sáu ngày vào năm 1967.
Ngày nay, tất cả số StuG-III còn lại trong bảo tàng đều được giữ trong điều kiện hoạt động được.

## Biến thể
- StuG-III Ausf.0 (5 chiếc được sản xuất): vào tháng 11/1937, 2 chiếc đầu tiên được sản xuất nhằm mục đích thử nghiệm. Phiên bản 0 có 8 xích mỗi bên với chiều rộng vào khoảng 360mm, được trang bị pháo 75mm StuK 37 L/24. Bên trong có rất ít chỗ trống. Tái sản xuất vào năm 1941 cũng nhằm mục đích thử nghiệm.
- StuG-III Ausf.A (từ tháng 2/1940 - tháng 5/1940, 50 chiếc được sản xuất): lần đầu tiên được sử dụng trong trận chiến nước Pháp, phiên bản này sử dụng khung tăng Panzer-III Ausf.F. Giáp trước được cải tiến thành 50mm. Daimler-Benz sản xuất 30 chiếc đầu tiên. Alkett sản xuất 20 chiếc còn lại. Được cải tiến 2 lối thoát hiểm 2 bên, 10 bộ truyền tốc, xích 360mm.
- StuG-III Ausf.B (từ tháng 6/1940 - tháng 5/1941, 300 chiếc được sản xuất): 6 bộ truyền tốc, chiều rộng xích mỗi bên xe (chiều rộng một xích) là 520mm x 79mm và sau này được cải tiến thành 520mm x 95mm. Số xích này có thể thay được một cách dễ dàng (do hai bên xích đều có kích cỡ giống nhau). Số trục lăn được tăng lên.
- StuG-III Ausf.C (tháng 4/1941, 50 chiếc được sản xuất): súng máy được đặt trên nóc xe với lượng đạn nhiều, nắp phía sau che đỡ người điều khiển súng. Khoảng trống trong xe không còn buộc súng máy phải đặt ra ngoài, kính ngắm được cải thiện.
- StuG-III Ausf.D (từ tháng 5-11/1941, 150 chiếc được sản xuất): radio liên lạc được cải thiện.
- StuG-III Ausf.E (từ tháng 9/1941 - tháng 2/1941, 284 chiếc được sản xuất): chỗ trống bên trong được thiết kế thành hình chữ nhật và có một hộp rađiô điện đài - tạo điều kiện để thêm 6 viên đạn pháo nữa (nâng tổng số đạn lên 50 viên). Một khẩu súng máy MG34 được gắn ở bên trên.
- StuG-III Ausf.F (từ tháng 3 - tháng 9/1942, 366 chiếc được sản xuất): phiên bản này sử dụng nòng pháo dài hơn (75mm StuK 40 L/43), khi bắn loại đạn xuyên giáp Panzergranat-Patrone 39, StuK 40 L/43 còn thể xuyên thủng được một lớp giáp dày hơn 91mm với góc nghiêng 30 độ tại cự ly 1000m. Chính điều này khiến Ausf.F trở thành sát thủ đối với các xe tăng Liên Xô ở thời điểm đó.
- StuG-III Ausf.F/8 (từ tháng 9 - tháng 12/1942, 250 chiếc được sản xuất): phiên bản này cải thiện và nâng cấp giáp ở 2 thân tăng và sử dụng khung của tăng Panzer-III Ausf.J/L. Tháng 10/1942, phiên bản F/8 được bổ sung thêm 30mm giáp ở mặt trước và thân tăng, sử dụng pháo 75mm StuK 40 L/48. Pháo L/48 tăng độ chính xác và cho phép pháo thủ có thể bắn từ cự ly khá xa.

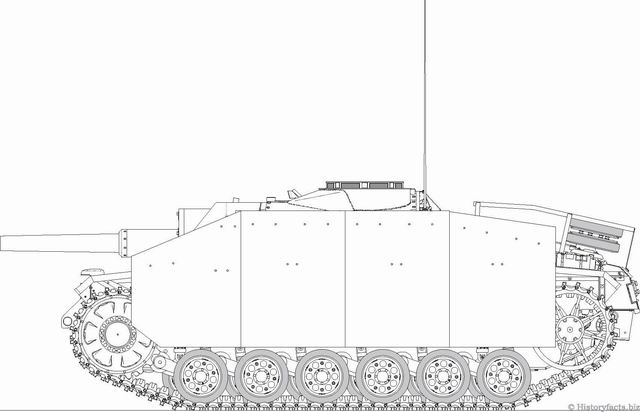
Sturmhaubitze III, biến thể G

- StuG-III Ausf.G (từ tháng 12/1942 - tháng 4/1945, 7.720 chiếc được sản xuất - 173 chiếc trong số đó sử dụng thân tăng Pz.Kpfw.III): phiên bản G là phiên bản thịnh hành nhất, cho kết quả tốt nhất và hữu dụng nhất trong tất cả các phiên bản StuG-III. Ausf.G sử dụng thân tăng PzKpfw III Ausf.M. Chỗ bên trong thân xe được thiết kế lại, tạo thêm khá nhiều chỗ trống: các mối hàn ở hai bên khít nhau, không làm mất diện tích. Thiết kế mới làm phiên bản G có chiều cao hơn 2160mm. Đằng sau có gian ngăn cách riêng biệt giữa buồng hoạt động và buồng chứa đạn. Từ tháng 3/1943, giáp thân loại mới (schurzen) được lắp vào Ausf.G giúp nó tăng thêm khả năng bảo vệ. Loại giáp mới này ngoài lắp ráp vào StuG-III Ausf.G, nó còn được trang bị cho các loại thiết giáp quan trọng khác nhằm chuẩn bị cho chiến dịch Kursk. Từ tháng 3/1944, giáp ở giá đỡ của pháo được tăng lên nhằm mục đích chống lại các đạn súng cối và đạn pháo chống tăng.

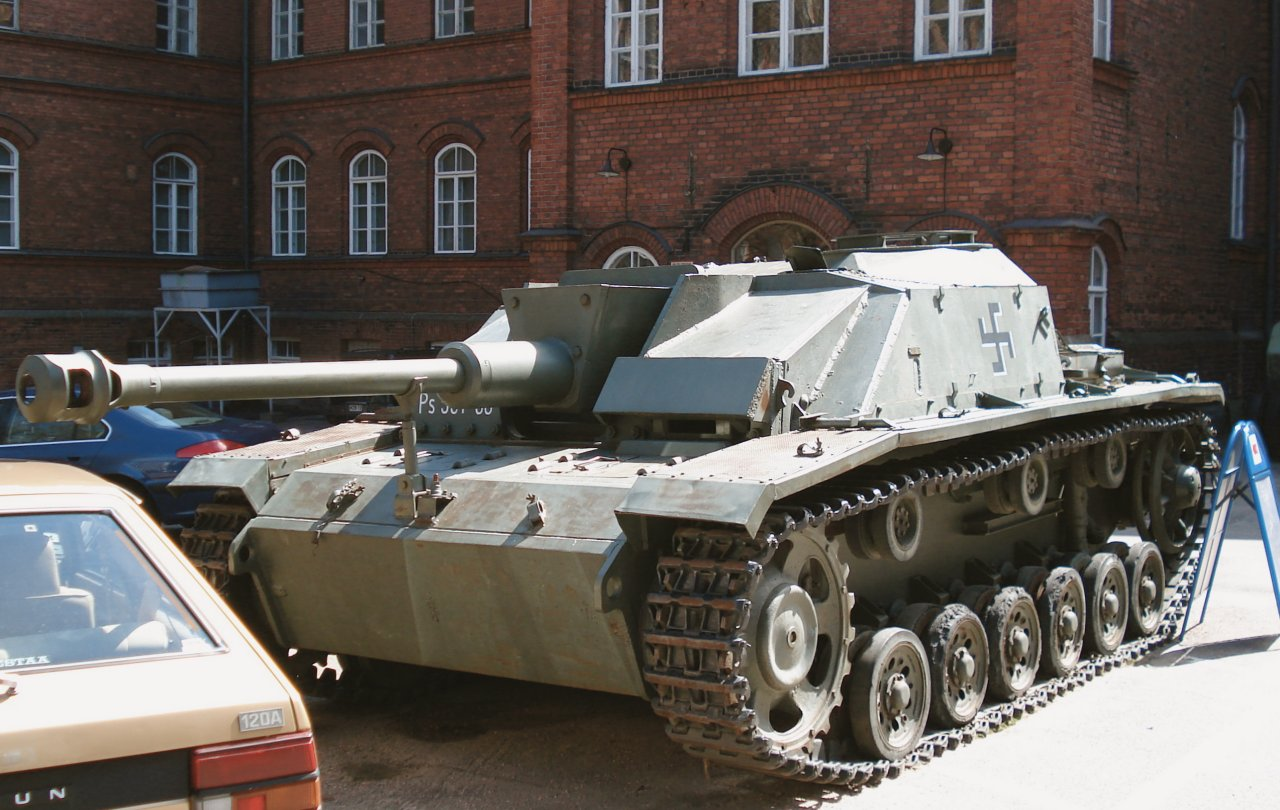
Sturmhaubitze III tại bảo tàng chiến tranh(Sotamuseo), Helsinki

Từ tháng 9/1942, giá đỡ súng máy chính thức được lắp đặt vào tất cả các mẫu StuG-III. Việc này giúp tiết kiệm không gian bên trong tăng và có thể phát huy tác dụng của súng máy hạng nặng MG34. Các mẫu đời sau như F/8 có thêm giáp đỡ mặt trước cho súng máy và phần giáp gần đó được tăng lên. Ngoài ra, F/8 còn được thử nghiệm với thiết bị điều khiển súng máy - không cần người cầm. 25 chiếc đã được sản xuất nhằm thử nghiệm. Nhưng khi vừa hoàn thành thì cuộc chiến đã kết thúc.

## Những nước sử dụng
- Đức Quốc xã
- Phần Lan
- Italy
- Syria
- Turkey
- Liên Xô[3]
- Yugoslavia